# آنا بونكو
آنا بونكو مواليد 27 فبراير 1989 في كراسنودار، هي لاعبة كرة يد روسية تلعب كظهير أيمن. مثلت منتخب روسيا لكرة اليد للسيدات.

## سجل المنافسة
شاركت في البطولات التالية:
- بطولة أوروبا لكرة اليد للسيدات 2012
- بطولة أوروبا لكرة اليد للسيدات 2014

## روابط خارجية
- آنا بونكو على موقع الاتحاد الأوروبي لكرة اليد (الإنجليزية)